# Ze Inconnus Story
Pour un article plus général, voir Les Inconnus.

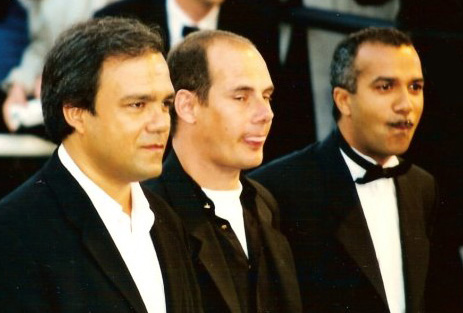
Les Inconnus au Festival de Cannes 1996. De gauche à droite, Didier Bourdon, Bernard Campan et Pascal Légitimus.

Ze Inconnus Story est l'anthologie en vidéo des œuvres du trio d'humoristes français Les Inconnus. Plusieurs collections ont été éditées, la première compilation de sketches datant de 1990.
L'anthologie comprend d'une part, la compilation en cinq volumes (quatre en VHS) du florilège des émissions TV diffusées sur Antenne 2 de 1990 à 1992, La Télé des Inconnus et, d'autre part, elle compile en deux volumes (DVD uniquement) les trois spectacles édités en vidéo dans les années 1990. Elle est complétée par la discographie intégrale du trio, sous la forme d'un CD audio et d'un karaoké en édition vidéo (format DVD).
Les sketches de Ze Inconnus Story volumes 1 à 5, ainsi que Ze Inconnus Story - les spectacles sont disponibles depuis décembre 2022, et pendants plusieurs années, en vidéo à la demande sur le service MyTF1.

## Anthologie des Inconnus
Cette collection, Le bocôup meilleur (formats DVD et VHS), reprend la quasi-totalité de la sélection parue en deux volumes (format VHS) en 1990 et 1997. Le sketch Exterminabeur, présent dans Le Meilleur de La télé, n'a pas été sélectionné pour la collection Le bocôup meilleur, tandis que d'autres sketches diffusés sur Antenne 2 mais inédits en vidéo sont disponibles dans le DVD 5 : Inédit. Ce volume est disponible en exclusivité dans Le bocôup meilleur, Coffret 5 DVD. 
Une partie des bêtisiers de La Télé des Inconnus, télédiffusés mais inédits en vidéo, sont disponibles en tant que supplément dans les volumes de la collection Le bocôup meilleur (format DVD uniquement).
Certains de ces sketches sont édités par rapport aux versions originales télédiffusées au début des années 1990 (notamment Le Bar / Le Bistro / L'Autre bistro). Une partie des sketches est disponible dans la collection Le bocôup meilleur (format DVD uniquement) en tant que « supplément spectacles ».

## Le bôcoup meilleur
La collection Le bôcoup meilleur, traduction volontairement parodique de The Very Best Of, est un florilège de l'émission anciennement télédiffusée sur Antenne 2 de 1990 à 1992 sous le nom de La Télé des Inconnus. Chaque volume est disponible en édition VHS (son stéréo haute fidélité) et DVD (son stéréo numérique). L'édition DVD contient des suppléments, il s'agit de sketches extraits des deux spectacles, de chansons en version karaoké et de bêtisiers de La Télé des Inconnus.

### Volume 1
Sketches écrits et interprétés par Didier Bourdon, Bernard Campan et Pascal Légitimus, produits par Paul et Alexandre Lederman. Réalisation de Bernard Flament, Jean-Paul Jaud et Gérard Pullicino. Réalisation spectacles par Massimo Manganaro.
- Programme : (VHS/DVD)

1. C'est Ton Destin (chanson rap) ;
2. Tournez Ménages (parodie de Tournez manège !) ;
3. Les Miséroïdes (Parodie de Cyborg avec Jean-Claude Van Damme) ;
4. Gag Vidéo (des Inconnus) (parodie de Vidéo Gag) ;
5. La Seinoise (publicité) ;
6. C'est toi que je t'aime (La Mano Verda-Negra Bouch' Beat) (chanson) ;
7. Athlétisme (« Cela ne nous regarde pas ») ;
8. Savon Camux (pub) ;
9. Ça te Barbera (parodie de Santa Barbara) ;
10. Enseignement ;
11. Le Jeu De La Vérité Vraie (parodie du Jeu de la vérité et de L'Heure de vérité) ;
12. JO RÉ TA PO (pub sur un jeu de société) ;
13. Le commissariat de police ;
14. Ben et Ton (parodie du logo de vêtements United Colors of Benetton, déformé aussi en « United Colors of Bande de Cons ») ;
15. Perdu de recherche (parodie de Perdu de vue) ;
16. Défilé de mode ;
17. Krit et Krat (parodie de Kit et Kat avec une séquence du film La Maison des damnés) ;
18. Les chasseurs (ou L'Art de la chasse) ;
19. Rap-Tout (vampire) (chanson).

- Bonus : (DVD)

1. La Z.U.P. ;
2. Télémagouilles ;
3. Pétition Abel Chemoul ;
4. Les radio libres ;
5. Les téléphones.

- Bêtisier : (DVD)

1. Le commissariat de police.

- Karaoké : (DVD)

1. C'est toi que je t'aime (La Mano Verda-Negra Bouch' Beat) ;
2. Rap-Tout (vampire).

### Volume 2
- Programme : (VHS/DVD)

1. Isabelle a les yeux bleus (chanson parodie) ;
2. Youpi-matin (parodie d'une émission matinale) ;
3. Biouman (chanson parodique du générique de Bioman + parodie de la série + parodie de Dorothée en plus de la présence d'une de ses chansons) ;
4. Thierry La France (parodie de la série télévisée Thierry la Fronde) ;
5. Shoups (pub parodique de Schweppes) ;
6. Hôpital (des Inconnus) ;
7. Maîtresses Et Patients ;
8. Crédit Lyonnais (des Inconnus) (pub) ;
9. Jésus II, Le Retour (fausse bande-annonce de la suite de Jésus avec Sylvester Stallone, « Après Rocky 4 et Rambo 3, le nouveau Stallone : Jésus 2, Le retour ! ») ;
10. La Citronnault Pipo (pub) ;
11. Les Sectes ;
12. Top 50 (Les Bidonduiles, interview de Tranxen 200) ;
13. Vice et Versa (chanson) ;
14. Audition des Pères Noël (faux reportage) ;
15. Un Chagrin D'Amour (Didier Barbelavie et Félix Grave) (chanson parodique de Didier Barbelivien et de Félix Gray)
16. Poupées Klaus Barbie (pub) (parodie de la poupée Barbie et de Klaus Barbie avec une séquence du film Dolls : Les Poupées) ;
17. Fort Boyaux (parodie de Fort Boyard) ;
18. Shebon (parodie de la marque Sheba) ;
19. Les Envahisseurs (parodie des Envahisseurs) ;
20. Soirée du Nouvel An ;
21. Auteuil Neuilly Passy (rap BCBG).

- Bonus : (DVD)

1. La Révolution ;
2. Les Pétasses ;
3. Les Branleurs ;
4. Les Gosses ;
5. Les Insectes Sont Nos Amis.

- Bêtisier : (DVD)

1. Biouman ;
2. Maîtresses Et Patients.

- Karaoké : (DVD)

1. Un Chagrin D'Amour (Didier Barbelevie et Félix Grave) (parodie des chanteurs Didier Barbelivien et Félix Gray) ;
2. Vice et Versa.

### Volume 3
- Programme : (VHS/DVD)

1. Hamburger Family (parodie d'une sitcom) ;
2. La Set (peinture-sculpture) ;
3. Télé Boutique Achat (le taste-vin) ;
4. Le Père Ducrasse no 1 ;
5. Les Liaisons Vachement Dangereuses (parodie du film Liaisons dangereuses) ;
6. Centrale nucléaire ;
7. Chanson Hard Rock (Poésie) (chanson) ;
8. Le Père Ducrasse no 2 ;
9. Télé Boutique Achat (le martifouet) ;
10. Le rire sur Arte ;
11. Stade 2 (football) (des Inconnus) (parodie d'un match de football) ;
12. Question Pour Du Pognon (parodie du jeu télévisé Questions pour un champion) ;
13. Le Père Ducrasse no 3 ;
14. Lunettes Noires (des Inconnus) ;
15. Les Œils En Coulisses ;
16. Les Chansons Rétros (faux reportages + chansons) ;
17. Florent Brunel (Casser les couilles) (chanson parodiant les titres Casser la voix de Patrick Bruel et Presse qui roule de Florent Pagny[1]).

- Bonus : (DVD)

1. L'audition Le Cid ;
2. Les Langages hermétiques ;
3. Les Flics ;
4. Les commerces ;
5. Les spectacles parisiens ;
6. Les publicitaires ;
7. La Famille en plomb (sketch inédit).

- Karaoké : (DVD)

1. Chanson Hard Rock (Poésie) ;
2. Florent Brunel.

## Le bôcoup meilleur, la suite

### Volume 4
- Programme : (VHS/DVD)

1. Y'en a marre du Rap (interview + chanson) ;
2. Info Jeux ;
3. Les sous-sous Dans La po-poche ;
4. Star Trek (parodie de la série Star Trek) ;
5. Bonaldi (des Inconnus) ;
6. Préservatifs européens (pub) ;
7. Le Débat De La 5 ;
8. Journal télévisé Guadeloupe 13H00 ;
9. Des Chiffres Et Des Lettres Belgique (parodie belge de Des chiffres et des lettres) ;
10. La Dernière Chance Aux Chansons ;
11. Café Chipouille ;
12. L'Ex-communiste ;
13. Cinéma Cinémas (Théreza...) ;
14. Stade 2 (Gérard Fagnon...) ;
15. Des Chiffres Et Des Lettres Pologne (parodie polonaise de Des chiffres et des lettres) ;
16. Audimatch ;
17. Chanteur Hard Rock (interview) ;
18. Journal télévisé Guadeloupe 20H00 ;
19. Les Dents De La Mouche (fausse bande-annonce parodique des Dents de la mer cette fois-ci avec une mouche) ;
20. Les Escarres ;
21. Les Bijoux De Cherbourg ;
22. Lessive (pub) ;
23. La Guerre Mondiale Dans Le Monde ;
24. Trouble Jeu (parodie de Double Jeu) ;
25. Ushuaïa Dans Son Froc (parodie de Ushuaïa, le magazine de l'extrême) ;
26. Virginie Ou Le Métier Qui Rentre ;
27. Journal télévisé Guadeloupe 00H00 ;
28. Rap Shit (chanson rap).

- Bonus : (DVD)

1. Les restaurants ;
2. Le bistrot ;
3. La course à la voile ;
4. La bourse ;
5. La quête ;
6. Les passants.

- Karaoké : (DVD)

1. Auteuil Neuilly Passy ;
2. C'est Ton Destin ;
3. Isabelle A Les Yeux Bleus.

- Bêtisier inédit (DVD)

## Le bôcoup meilleur, l'intégrale

### Coffret 5 DVD
Il s'agit d'un coffret quintuple DVD regroupant l'intégralité des volumes de Le bôcoup meilleur et de Le bôcoup meilleur, la suite. DVD 5 est un volume exclusif contenant des sketches diffusés dans La Télé des Inconnus, dont certains sont inédits en vidéo.

#### DVD 1
- Le bôcoup meilleur, Vol.1 (DVD)

#### DVD 2
- Le bôcoup meilleur, Vol.2 (DVD)

#### DVD 3
- Le bôcoup meilleur, Vol.3 (DVD)

#### DVD 4
- Le bôcoup meilleur: la suite, Vol.4 (DVD)

#### DVD 5:Inédit
- Programme : (DVD)

1. Zig & Zag (parodie d'une émission pour les enfants) ;
2. Dorothée (des Inconnus) (interview sur Dorothée) ;
3. Andersen le viking (fausse bande-annonce) ;
4. M6 Roxane Multitop ;
5. Chanteur débutant ;
6. Slip Kiajauni (pub) ;
7. Avis De Recherche (des Inconnus) ;
8. Mission Impossible (parodie de la série Mission impossible) ;
9. Expresso (des Inconnus) ;
10. Johnny Clegg (des Inconnus)
11. Le Juste Cri ;
12. Arrêtez de fumer (pub) ;
13. Ascenseur infernal (fausse bande-annonce du film La Tour infernale) ;
14. Simple comme bonjour ;
15. Les journaux télévisés (Japon, Italie, Brésil, Afrique du Sud, Chili) ;
16. Chiffres et Lettres USA (parodie américaine de Des chiffres et des lettres) ;
17. La Guerre Mondiale Dans Le Monde (Michel Chevalet) ;
18. Le Chevalier De Pardaillec (fausse bande-annonce) ;
19. Tapis Vert (des Inconnus) ;
20. Clayderman au coin du feu (des Inconnus) ;
21. Stade 2 (formule 1) ;
22. Linda à l'Olympia (des Inconnus) ;
23. Stade 2 (Banbuck) ;
24. Contractuelles ;
25. Apostrofes ;
26. Fallait appuyer ? ;
27. Jean-Pierre François (des Inconnus) ;
28. La bourse ;
29. Gan (pub) (des Inconnus) ;
30. Les journaux régionaux Antenne 3 (Marseille, Alsace, Corse, Bretagne, Savoie, Pays basque, Nord) ;
31. Météo (Michel Cardoze) (des Inconnus) ;
32. Pub arabe (des Inconnus) ;
33. Gipsy Kings (des Inconnus) ;
34. Cinéma Cinémas (Japonais et Béatrice Domballe) (parodie Béatrice Dalle et Arielle Dombasle) ;
35. La drogue (pub)
36. La Guerre Mondiale Dans Le Monde (situation claire) ;
37. La Foumoila ;
38. La Set (Jacques Bouillon) ;
39. Allons au cinéma (Des Années 1920 à Audiard) ;
40. Videokon (1, 2 et 3).

- Bonus: (DVD)

1. Les grévistes ;
2. Le ministre inconnu ;
3. Avis de recherche Le Pen ;
4. Made in Japan ;
5. La revue de presse du spectacle au secours ;
6. Rap-Tout (vampire), sur scène.

- Bonus cachés: (DVD)

1. Bêtisier Hôpital ;
2. Les 3 vampires.

## Au secours! tout va mieux...
Spectacle écrit et interprété par Didier Bourdon, Bernard Campan et Pascal Légitimus, produit par Paul et Alexandre Lederman. Enregistré en public au théâtre de Paris en 1990. En fait il s'agit de la version longue du spectacle Isabelle a les yeux bleus. En effet, tous les 8 sketchs de 1989 sont présents dans une nouvelle version.
1. Les grévistes ;
2. La quête (des Inconnus) ;
3. Le bistro (des Inconnus) ;
4. Avis de recherche (des Inconnus) ;
5. Pétition Abel Chemoul ;
6. La Z.U.P. ;
7. Le ministre inconnu (Articulation) ;
8. Les pétasses ;
9. La bourse (des Inconnus) ;
10. L'autre bistro (des Inconnus) ;
11. Les passants ;
12. L'audition le cid ;
13. La revue de presse (des Inconnus) ;
14. La course à la voile ;
15. Les téléphones ;
16. Made in Japan ;
17. Les flics ;
18. Les restaurants ;
19. La révolution ;
20. Les publicités (des Inconnus) ;
21. Le hit des hits (les chansons françaises) ;
22. Télémagouilles.

## Le nouveau spectacle
Le nouveau spectacle est écrit et interprété par Didier Bourdon, Bernard Campan et Pascal Légitimus, produit par Paul et Alexandre Lederman. Enregistré en public au Casino de Paris en 1993.
- Programme : (VHS/DVD)

1. La revue de presse ;
2. Les publicitaires ;
3. Les commerces ;
4. Les vigiles ;
5. Les branleurs ;
6. Rap-Tout (vampires sur scène) ;
7. Les langages hermétiques (des Inconnus) ;
8. Les gosses ;
9. Les radio libres (des Inconnus) ;
10. Les spectacles parisiens ;
11. Télémagouilles.

## L'intégrale des spectacles
Coffret double DVD regroupant les deux spectacles des Inconnus. Spectacles récompensés par le Molière du meilleur spectacle, Les étoiles du rire, les Victoires de la musique et le Grand prix de la SACEM :
- Au secours... Tout va mieux ! (DVD) ;
- Le nouveau spectacle (DVD).

## La complète
Il s'agit d'un coffret, uniquement disponible en édition VHS, contenant l'intégralité des vidéo éditées entre 1990 et 1997. Les deux derniers volumes sont un florilège de l'émission La Télé des Inconnus. Quant aux trois premiers volumes, il s'agit de spectacles dont seul un est disponible en édition VHS.

### Coffret 5 VHS

#### Au secours... Tout va mieux!
Enregistrement public au théâtre du Palais-Royal en 1989. Spectacle écrit par Didier Bourdon, Pascal Légitimus et Bernard Campan. Réalisation par Massimo Manganaro.
- Programme : (VHS)

1. La Z.U.P. ;
2. Les pétasses ;
3. La révolution ;
4. Le cid ;
5. Les flics ;
6. Le bar ;
7. Les téléphones ;
8. Télémagouilles.

#### Isabelle a les yeux bleus
Enregistrement public au théâtre de Paris en 1990. Spectacle sous titré « Le nouveau triomphe des stars du rire ». Spectacle écrit par Didier Bourdon, Pascal Légitimus et Bernard Campan. Réalisation par Massimo Manganaro et Jean-Paul Jaud, musique par Alain Granat (fondateur du site Jewpop). En fait il s'agit de la version courte du spectacle. En effet, tous les 8 sketchs rejoués de 1989 ont été coupés. La version intégrale est présente sur le DVD Au secours... tout va mieux !.
- Programme : (VHS)

1. Isabelle a les yeux bleus ;
2. Les grévistes ;
3. La quête ;
4. Made In Japan ;
5. Avis de recherche (des Inconnus) ;
6. Abel Chemoul ;
7. Les restaurants ;
8. Le ministre ;
9. Les passants ;
10. La course à la voile ;
11. Les publicités ;
12. La bourse ;
13. La revue de presse (des Inconnus) ;
14. Le hit des hits (les chansons françaises) ;
15. Question pour du pognon.

#### Le nouveau spectacle
Enregistré en public au Casino de Paris en 1993. Le nouveau spectacle est écrit et interprété par Didier Bourdon, Bernard Campan et Pascal Légitimus, produit par Paul et Alexandre Lederman.
- Programme : (VHS)

1. La revue de presse ;
2. Les publicitaires (nouvelle version) ;
3. Les commerces ;
4. Les vigiles ;
5. Les branleurs ;
6. Rap Tout Vampire ;
7. Les langages hermétiques ;
8. Les gosses ;
9. Les radios libres ;
10. Les spectacles parisiens ;
11. Télémagouilles.

#### Le meilleur de la télé
Réédition de la vidéo (VHS) parue en 1991, Le meilleur de la télé des Inconnus, volume par ailleurs nommé au 7 d'or. Sketches écrits et interprétés par Didier Bourdon, Bernard Campan et Pascal Légitimus, produits par Paul Lederman et Claude Martinez. Musique de Alain Granat, Didier Bourdon, Bernard Campan et Pascal Légitimus. Réalisation par Bernard Flament et Gérard Pullicino.
- Programme : (VHS)

1. Tournez Ménages (des Inconnus) ;
2. Les Miséroïdes ;
3. Gag Vidéo ;
4. Ben.Et.Ton (publicité) ;
5. Biouman ;
6. Le journal télévisé japonais ;
7. Citrono pipo (publicité) ;
8. C'est toi que je t'aime (La Mano Verda / Negra Bouch'beat) ;
9. Ushuaia dans son froc (Séquence danger) ;
10. Stade 2 (Roland Garros, Gérard Fagnon) (des Inconnus) ;
11. Shoups (publicité) ;
12. Jésus II, Le Retour (bande-annonce) ;
13. Perdu De Recherche ;
14. La Foumoila (publicité) ;
15. Florent Brunel ;
16. Youpi Matin ;
17. JO RÉ TA PO. (publicité) ;
18. Cinéma, Cinéma (des Inconnus)
19. Des Chiffres et des Lettres Belgique ;
20. Shebon (publicité) ;
21. Les Chasseurs ;
22. Exterminabeur ;
23. Le Commissariat De Police (des Inconnus) ;
24. C'est Ton Destin.

#### La Télé en folie
- Programme : (VHS)

1. Rap-Tout (vampire) ;
2. Les sous-sous dans La po-poche ;
3. Les Envahisseurs (des Inconnus) ;
4. Journal télévisé du Chili (des Inconnus) ;
5. Stade 2 : Athlétisme (« cela ne nous regarde pas ») ;
6. Préservatif européens ;
7. Antenne 2 Marseille ;
8. Le Jeu De La Vérité Vraie ;
9. Chanson Hard-Rock (des Inconnus) ;
10. Hôpital ;
11. Pub Seinoise (publicité) ;
12. Les Sectes ;
13. Vice et Versa ;
14. Hamburger Family (parodie de sitcom américaine) ;
15. Enseignement ;
16. Y'en a marre du rap ;
17. Trouble jeu.

## Ze chansons

### Karaoké
Chansons écrites et interprétées par Didier Bourdon, Bernard Campan et Pascal Légitimus et produites par Paul et Alexandre Lederman. Enregistrements et mixages au studio P.M. par Patrick Maarek, David Dahan et Alain Granat, excepté Chanson hard rock, mixé par Didier Lemarchand. Claviers et programmations par David Dahan, Patrick Maarek, Yann Fischer et Alain Granat. Guitares par Patrick Maarek et Alain Granat. Réalisation des vidéos musicales par Bernard Flament, Jean-Paul Jaud et Gérard Pullicino. Producteur exécutif : Francis Fournier.
- Programme : (CD/DVD)

1. Rap-Tout (Vampire) ;
2. C'est toi que je t'aime (La Mano Verda - Negra Bouch'Beat) ;
3. Auteuil Neuilly Passy (Rap BCBG) ;
4. Isabelle a les yeux bleus ;
5. C'est ton destin ;
6. Florent Brunel ;
7. Rap shit ;
8. Un chagrin d'amour (Didier Barbelavie et Félix Grave) ;
9. Chanson hard rock (Poésie) (des Inconnus) ;
10. Vice et versa ;
11. Y'en a marre du rap (des Inconnus) ;
12. La chanson de Biouman.

### DVD karaoké + CD audio
Coffret regroupant les éditions DVD vidéo et CD audio de Ze chansons.
- Ze chansons, karaoké (DVD) ;
- Ze chansons, karaoké (CD).